# Champigny (Marne)
Champigny is een gemeente in het Franse departement Marne (regio Grand Est). De plaats maakt deel uit van het arrondissement Reims. Champigny telde op 1 januari 2022 1.616 inwoners.

## Geografie
De oppervlakte van Champigny bedroeg op 1 januari 2022 4,49 vierkante kilometer; de bevolkingsdichtheid was toen 359,9 inwoners per km².

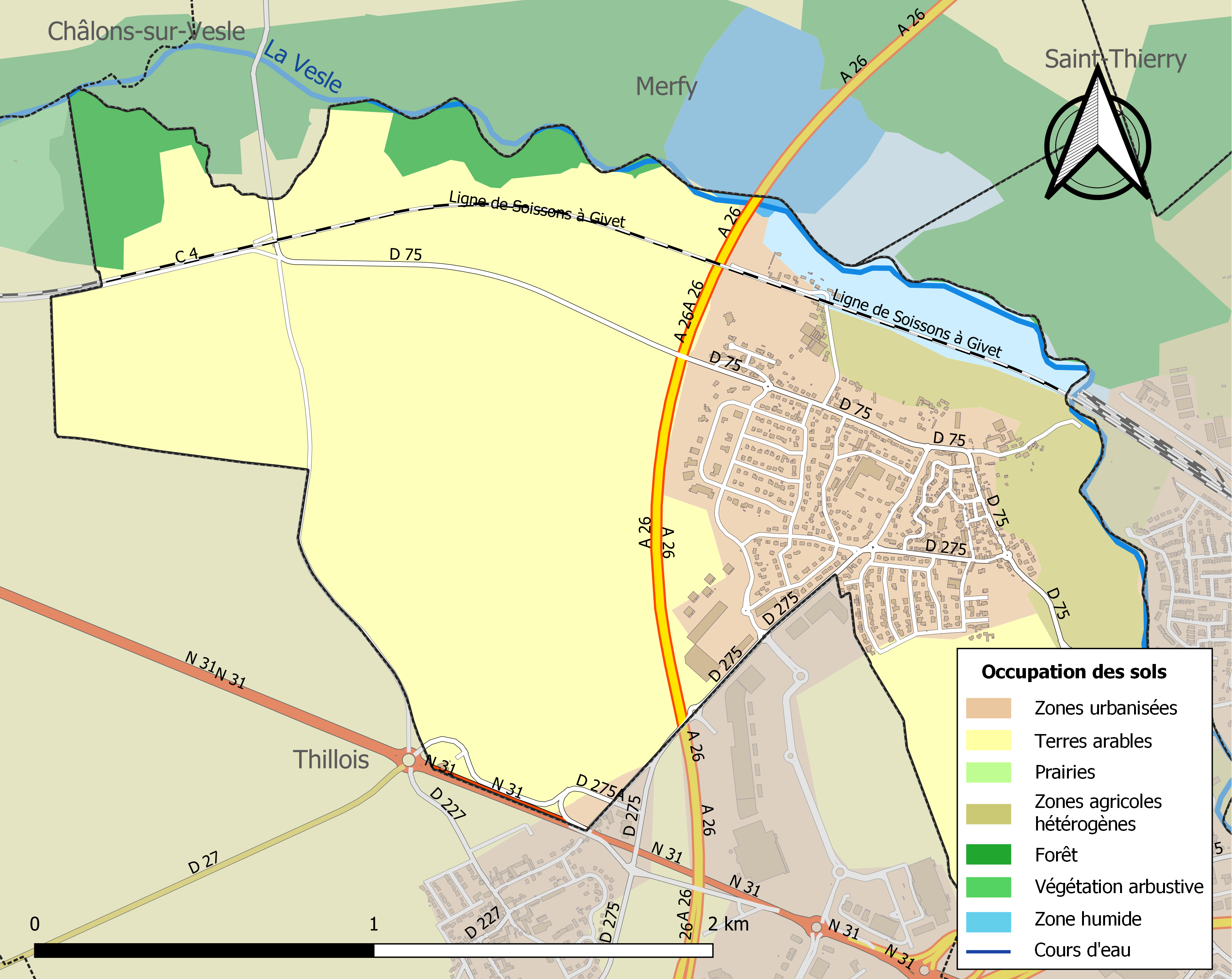
Kaart van de gemeente met de belangrijkste infrastructuur, bodemgebruik en omliggende gemeenten

## Demografie
Onderstaande figuur toont het verloop van het inwonertal (bron: INSEE-tellingen).